# Václav Zenger

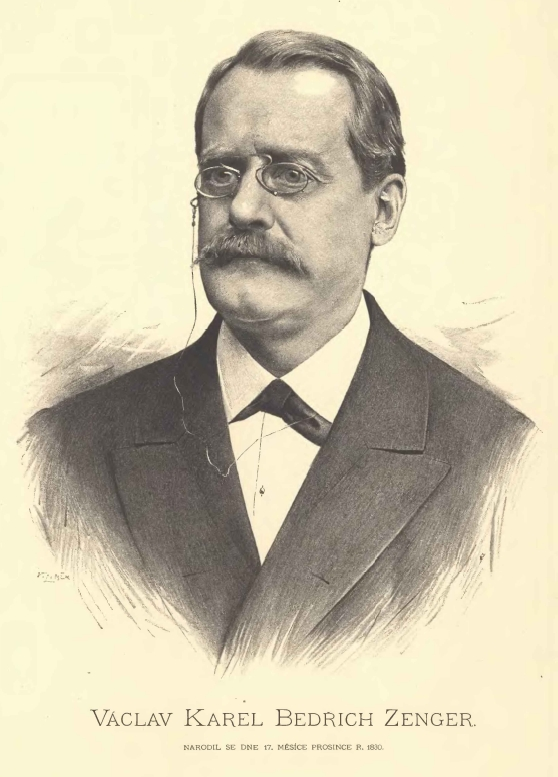
Václav Zenger gezeichnet von Jan Vilímek

Václav Karel Bedřich Zenger (deutsch Wenzel Karl Friedrich Zenger; * 17. Dezember 1830 in Komotau, Saazer Kreis, Böhmen, Kaisertum Österreich; † 22. Januar 1908 in Prag, Österreich-Ungarn) war ein tschechischer Physiker, Meteorologe, Professor und Rektor der Tschechischen Technischen Universität in Prag.

## Leben
Zenger wurde in der Familie eines Militärarztes geboren. Er besuchte die Hauptschule in Hradec Králové, Prag und Čáslav, dann das Zisterzienser-Gymnasium in Německý Brod, das deutsche Gymnasium in Malá Strana (1846) und das Piaristengymnasium in Prag.
Nachdem er zwei Jahre Philosophie an der Karls-Universität in Prag studiert hatte, schrieb er sich 1848 an der Juristischen Fakultät ein, um eine diplomatische Laufbahn einzuschlagen. In seinem vierten Studienjahr begann Zenger jedoch, neben den Rechtsvorlesungen auch Vorlesungen in Mathematik und Physik an der Philosophischen Fakultät zu besuchen. Im Laufe der Zeit nahm sein Interesse an diesen Vorträgen überhand. Er wurde Schüler und in den letzten anderthalb Jahren seines Studiums privater und freier Assistent des Physikers František Adam Petřina. Zenger studierte vor allem Mathematik bei Wilhelm Matzek (1798–1891) und Josef Ladislav Jandera, Astronomie bei Karel Kreil und nach seiner Abreise nach Wien 1851 bei Joseph Georg Böhm.
Im Sommersemester 1850/51 besuchte er die Vorlesungen von Jan Evangelista Purkyně mit dem Titel „Kosmologie“, die in ihm ein großes Interesse an astronomischen Fragen weckten, so dass er begann, sich an den Arbeiten an der Sternwarte Clementinum unter Böhms Leitung zu beteiligen. Insbesondere assistierte er bei magnetischen und meteorologischen Beobachtungen. Sein Interesse an Astronomie und Meteorologie begleitete ihn sein Leben lang.
Zenger schloss sein Jurastudium 1852 und sein Studium an der Philosophischen Fakultät 1853 mit der Berechtigung ab, Mathematik und Physik an einem Gymnasium mit Tschechisch und Deutsch als Unterrichtssprache zu unterrichten. Von 1853 bis 1861 arbeitete er am staatlichen katholischen Gymnasium in Banská Bystrica, und da er während seines Studiums ein ungarisches Stipendium annahm, war er verpflichtet, nach seinem Abschluss mindestens sechs Jahre lang im damaligen Ungarn zu unterrichten. Nach Beendigung seines Stipendiums bat er 1861 die Schulbehörde um eine sechsmonatige Beurlaubung, um am Wiener Physikalischen Institut unter dessen Direktor Andreas von Ettingshausen weitere wissenschaftliche Arbeiten durchzuführen, mit der Absicht, sich am Wiener Polytechnikum (heute Technische Universität Wien) zu habilitieren. Dort erhielt er im Februar 1862 ein Dekret, das ihn nach Prag versetzte, wo er am Ende des Sommersemesters 1862 der erste private außerordentliche Professor für Physik am Staatlichen Polytechnikum für den Unterricht in Tschechisch und Deutsch wurde. Als das Polytechnikum 1869 endgültig in ein tschechisches und ein deutsches geteilt wurde, wurde er als Professor für allgemeine und technische Physik an das tschechische Polytechnikum (heute Tschechische Technische Universität) versetzt. Dort arbeitete er dann ununterbrochen bis zu seiner Pensionierung im Dezember 1900. In den Jahren von 1868 bis 1896 wurde er sieben Mal zum Dekan gewählt und im Schuljahr 1872/1873 war er der vierte Rektor.
Von 1892 bis 1896 war er der erste Präsident der Tschechischen Luftfahrtgesellschaft. Im Jahr 1898 wurde er zum Hofrat ernannt und erhielt 1907 die Ehrendoktorwürde der Technischen Hochschule.
Während seiner Zeit an der Technischen Hochschule kam Zenger zu der Überzeugung, dass die Elektrotechnik in Zukunft einen großen Einfluss auf die Entwicklung der Industrie haben würde, und setzte sich deshalb dafür ein, dass ihr Unterricht nicht nur ein Teil der Physikausbildung der Maschinenbauingenieure sein sollte, sondern ein eigenes Fach werden sollte. Dies wurde ab dem Schuljahr 1883/84 umgesetzt. Seine Bemühungen in dieser Richtung gingen weiter und es gelang ihm, beim Wiener Unterrichtsministerium die Genehmigung für die Einrichtung eines eigenen Lehrstuhls für Elektrotechnik an der Tschechischen Technischen Universität ab dem Schuljahr 1891/92 zu erwirken, welcher von Karel Domalíp (1846–1909) geleitet wurde.
Zenger war Mitglied verschiedener wissenschaftlicher tschechischer und ausländischer Einrichtungen, u. a. Mitglied der Gesellschaft tschechischer Ingenieure, korrespondierendes Mitglied der kaiserlich-königlichen Geologischen Reichsanstalt in Wien, Mitglied der Königlichen böhmischen Gesellschaft der Wissenschaften, der Tschechischen Akademie der Wissenschaften und Künste, der Vereinigung zur Förderung der Industrie in Böhmen, Ehrenmitglied der Sociedad Científica Antonio Alzate in Mexiko, der Società Astronomica Italiana in Rom, der Société nationale des Architectes de France in Paris sowie Ehrenmitglied des Internationalen Sonnenobservatoriums der Republik Paraguay in Montevideo.
Zu seinen Schülern gehörten beispielsweise František Křižík und Milan Rastislav Štefánik, der auf Anraten von Zenger von seinem Studium des Bauingenieurwesens an die Philosophische Fakultät wechselte.
Vor seinem Tod vermachte Zenger der Universität seine Bibliothek, seine astronomischen Instrumente und sein gesamtes Vermögen zu Gunsten einer Studentenstiftung. Er starb im Januar 1908 und wurde auf dem Friedhof von Olšany beigesetzt.

## Wissenschaftliche Aktivitäten
Sein Hauptinteresse galt der Optik, der Astrophysik und den Zusammenhängen zwischen solaren und meteorologischen Phänomenen. Die Besucher der Prager Jubiläumsausstellung im Jahr 1891 konnten sich von Zengers Vielseitigkeit überzeugen, wo er 35 Originalinstrumente und 240 wissenschaftliche Veröffentlichungen präsentierte. Er befasste sich mit der Methodik der elektrolytischen Gewinnung von Silber, Kupfer und Nickel.
Er erlangte Popularität durch seine Theorie der Vorhersage großer Katastrophen. Er veröffentlichte Kalender, in denen er die Daten von meteorologischen Störungen im Voraus ankündigte. Dank seines Systems von geerdeten Blitzableitern mit symmetrisch angeordneten Ableitern war das Nationaltheater in Prag vor Blitzschlag geschützt. Von Anfang an widmete er sich auch praktischen Erfindungen.
Nicht alle seine Entdeckungen und Erfindungen wurden bestätigt und allgemein anerkannt. Er veröffentlichte hauptsächlich auf Tschechisch, Deutsch und Französisch (insgesamt 330 Arbeiten in 6 Sprachen).

## Auszeichnungen und Ehrungen
- Im Jahr 1908 wurde Zenger der Ehrentitel eines Doktors der technischen Wissenschaften der Tschechischen Technischen Universität in Prag verliehen.[12]
- Zu Ehren von Zenger wurde der Haupthörsaal der Tschechischen Technischen Hochschule am Karlsplatz in Prag in „Zenger-Hörsaal“ (tschechisch Zengerova posluchárna) umbenannt.[13]
- Im Prager Stadtteil Klárov wurde zu Ehren Zengers ein Umsteigebahnhof nach ihm benannt, der Zengerova transformační stanice (deutsch: Zengers Umsteigebahnhof). Das von 1929 bis 1934 errichtete Gebäude wurde vom Architekten Vilém Kvasnička entworfen.[14]
- Ein von 1930 bis 1931 durch die Elektrizitätswerke der Stadt Prag errichtetes Umspannwerk unterhalb der Prager Burg auf der Prager Kleinseite wurde Zenger zu Ehren benannt, die Zenger-Transformationsstation (tschechisch Zengerova transformační stanice). Seit Februar 2022 befindet sich in dem Gebäude die Kunsthalle Praha, ein privates Museum für zeitgenössische Kunst.[15]

## Schriftlicher Nachlass
Der schriftliche Nachlass Zengers befindet sich heute im Technischen Nationalmuseum in Prag. Das Museum erhielt den Nachlass im Mai 1933. Kleine Ergänzungen wurden 1934 und 1940 dem Bestand hinzugefügt. Der Nachlass besteht aus Zengers wissenschaftlicher und privater Korrespondenz; seinen Patent-, Rechts- und Handelsdokumenten; Fotografien und Notizbüchern.